# Big Fish Klaas
Big Fish Klaas is een Nederlands televisieprogramma van de AVROTROS, uitgezonden door NPO 3. Het programma wordt gepresenteerd door Klaas van der Eerden. In het programma gaat Van Der Eerden op bijzondere plekken vissen met Bekende Nederlanders.

## Afleveringen

### Seizoen 1
| Aflevering | Gast                | Land       | Uitzenddatum     |
| ---------- | ------------------- | ---------- | ---------------- |
| 1          | Jan Versteegh       | Zweden     | 9 januari 2017   |
| 2          | Douwe Bob           | IJsland    | 16 januari 2017  |
| 3          | Roué Verveer        | Canada     | 23 januari 2017  |
| 4          | Jeroen van der Boom | Noorwegen  | 30 januari 2017  |
| 5          | Mr. Polska          | Kaapverdië | 6 februari 2017  |
| 6          | Quintis Ristie      | Costa Rica | 13 februari 2017 |